# Impatiens dimorphophylla
Impatiens dimorphophylla är en balsaminväxtart som beskrevs av Adrien René Franchet. Impatiens dimorphophylla ingår i släktet balsaminer, och familjen balsaminväxter. Inga underarter finns listade i Catalogue of Life.